# Dragon 32/64
Dragon 32 i Dragon 64 bilo je 8-bitno kućno računalo koje je razvila velška tvrtka Dragon Data Ltd., i bilo je dostupno na europskom tržištu u kolovozu 1982. Dragon 32/64 su naime ista računala jedina razlika je u radnoj memoriji RAM-a, dok je arhitektura bila zasnovana na mikroprocesoru Motorola MC6809E koji je radio na taktu od 0.89 Mhz. Po svojim računskim sposobnostima MC6809E bio je bolji od MOS 6502 i Zilog Z80. Ove sposobnosti nisu pomogle Dragonu, jer na tržištu kućnih računala u to vrijeme važne su bile grafičke sposobnosti i brojnost sofverskh naslova, što MC6809E i Dragon 32/64 nije imao. Inače mnogi vlasnici Dragona koristili su mogućnosti svoga stroja do maksimuma: mnogi su uspjeli proširiti radnu memoriju do 512k, te korisiti UNIX slične operacijske sustave kao FLEX i OS 9.   